# Guilford Dudley
Guilford Dudley (anglès: Guildford Dudley)  (c. 1535 - Tower Hill, 12 de febrer de 1554 (Gregorià)) va ser l'espòs de Lady Jane Grey, qui va ocupar el tron anglès del 10 al 19 de juliol de l'any 1553. Ella era la cosina-segona del rei Eduard VI d'Anglaterra i aquest l'havia nomenat la seva hereva, passant per sobre de les seves germanes. Guilford va rebre una educació humanista i es va casar amb Jane en una magnífica celebració unes sis setmanes abans de la mort del rei, després que el seu pare, John Dudley, duc de Northumberland, maquinés l'ascens al tron de Jane.
La parella va viure a la Torre de Londres durant el seu breu període de govern, desenvolupant el rol de monarques. No obstant això, la petició de Guilford de ser nomenat rei titular va ser rebutjada per la seva esposa. Encara es trobaven a la torre quan el seu règim va ser derrocat i es van quedar allà com a presoners en diferents habitacions. Van ser condemnats a mort per alta traïció el novembre de l'any 1553. La reina Maria I d'Anglaterra estava disposada a perdonar la seva vida, però la rebel·lió de Thomas Wyatt en contra dels seus plans de casar-se amb Felip II d'Espanya va motivar l'execució de la parella, mesura que va ser vista com a excessivament dura.

## Biografia

### Família i matrimoni
Guilford va ser el menor dels fills de John Dudley, primer duc de Northumberland, i de la seva esposa Jane, filla de sir Edward Guildford. La casa dels Dudley es remunta a una família anomenada Sutton, que es van convertir en senyors del castell de Dudley al segle XIV. El seu avi, Edmund Dudley, conseller d'Enric VII d'Anglaterra, va ser executat després de la mort de l'esmentat rei. A través de la seva àvia paterna, Elizabeth Grey, vescomtessa de Lisle, Guilford era descendent dels herois de la Guerra dels Cent Anys, Richard de Beauchamp, comte de Warwick, i de John Talbot, comte de Shrewsbury.
Els fills dels Dudley -tretze en total- van gaudir d'una educació humanista, de la mateixa naturalesa que la de la futura esposa de Guilford, Lady Jane Grey, i també com la de la princesa Elisabet. Durant el regnat del jove Eduard VI, John Dudley es va convertir en el Lord President del Consell Privat del Regne Unit i de facto va governar Anglaterra entre els anys 1550 i 1553. El cronista Richard Grafton, que el coneixia, descriu a Gilford com "un cavaller atractiu, virtuós i bo". L'any 1552, Northumberland va intentar sense èxit casar a Guilford amb Margaret Clifford, cosina de Jane Grey. En el seu lloc, a la primavera de l'any 1553, Guilford va ser compromès amb la mateixa Jane, que comptava amb setze anys. Ella ocupava un lloc més alt en la línia de successió que Margaret.
Per Pentecosta, el 21 de maig i els dies següents, es van celebrar tres casaments a Durham Palace, la mansió a la ciutat del duc de Northumberland. Guilford es va casar amb Jane; Katherine Dudley, germana de Guilford, es va casar amb Henry Hastings, hereu de Francis Hastings; i Caterina Grey, germana de Jane, es va casar amb Henry Herbert, hereu del comtat de Pembroke. Va ser una festa magnífica amb justes, jocs i mascarades. Per les mascarades es van contractar dues empreses diferents, una d'homes i una altra de dones. Es va convidar els ambaixadors de Venècia i de França... Guilford i alguns convidats van patir una intoxicació alimentària a causa de l'error d'un cuiner

### Consort reial
Moribund, el rei Eduard va establir al seu testament que la corona seria per la seva cosina Jane Grey, passant per sobre de les seves germanastres Elisabet i Maria. Després de la mort d'Eduard, el 6 de juliol de 1553, el duc de Northumberland es va comprometre a fer complir la voluntat del rei. Els enviats del Sacre Imperi Romanogermànic i de França estaven segurs de l'èxit del pla. Jane no volia acceptar la corona, i va cedir després de les protestes d'una assemblea de nobles entre els quals es trobaven els seus pares i sogres; Guilford va intervenir amb un toc més amorós, amb "paraules i carícies".
El 10 de juliol, la parella va fer la seva entrada cerimonial a la Torre de Londres, caminant un al costat de l'altre sota un dosser. Un cop instal·lats a la torre, Guilford volia ser rei, segons la seva pròpia versió que es va donar a conèixer més tard. Jane va discutir extensament amb ell sobre el tema i Guilford va consentir que "[…] si fos convertit en rei, ho seria per decisió meva (de Jane), mitjançant una llei del parlament". Però Jane va estar d'acord a convertir-lo únicament en duc de Clarence. "No seré duc, seré rei" va ser la resposta de Guilford i va marxar en cerca de la seva mare. Emprenyada, la duquessa de Northumberland va fer costat al seu fill i li va prohibir dormir amb la seva esposa. També li va demanar que deixés la torre i tornés a casa, però Jane va insistir que es quedés a la cort al seu costat. El resum que Jane va fer de l'entorn va ser "[…] vaig ser enganyada pel duc i el Consell, vaig ser maltractada pel meu marit i per la seva mare".
Les reunions diàries del Consell van ser presidides per Guilford; Jane, com a monarca, no hi assistiria. Els dinars eren servits amb la parella reial asseguda sota el pavelló estatal; Guilford, qui rebia tractament reial, també sopava sol al pavelló. Antoine de Noailles, ambaixador francès, va descriure a Guilford com "El nou rei". La cort imperial a Brussel·les també creia en l'existència del rei Guilford.

### Empresonament
El 10 de juliol, el mateix dia de la proclamació de Jane, va arribar a Londres una carta de Maria Tudor, a la carta afirmava ser la nova reina i exigia l'obediència del Consell. Mentre Maria reunia als seus partidaris a l'Ànglia de l'Est, es va decidir iniciar un combat en la seva contra després d'un breu debat sobre qui hauria de dirigir l'atac, durant la discussió, Jane va aconseguir que el seu pare no fos l'escollit. El duc de Northumberland va marxar cap a Cambridge amb les seves tropes i en el transcurs d'una setmana no va veure cap mena d'acció, fins que es va assabentar el 19 de juliol que el Consell, a Londres, es va declarar en favor de Maria. Northumberland va ser detingut l'endemà. El 19 de juliol, unes hores abans de la proclamació de la reina Maria a Londres, es va portar a terme el baptisme del fill d'un dels guardes reials, Jane havia acordat ser la padrina i desitjava que el fill portés el nom de Guilford. Quan ho va saber Stephen Gardiner, el bisbe de Winchester que havia estat empresonat a la torre durant cinc anys, es va prendre aquest fet com una ofensa.
Gran part del Consell Privat es va mudar de la Torre abans de canviar les seves lleialtats. Adonant-se del canvi d'opinió dels seus col·legues, el pare de Jane, el duc de Suffolk, va deixar de banda la seva filla i va proclamar a Maria a prop de Tower Hill. Després que el duc de Suffolk va marxar, la duquessa va ser informada que també podia tornar a casa seva, mentre que a Jane, Guilford i la duquessa de Northumberland no se'ls va permetre sortir de la Torre. Posteriorment, Jane va ser traslladada dels apartaments reials als allotjaments dels guàrdies i Guilford va ser empresonat a la torre del campanar, on poc després també va ser empresonat el seu germà Robert Dudley. Els altres germans van ser empresonats en altres fortaleses, així com el seu pare, qui va ser, pel moment, l'única persona prominent en ser decapitada. Maria estava disposada a perdonar les vides de Jane i de Guilford.
La parella va ser acusada de traïció el 12 d'agost, Jane va presentar una carta donant explicacions a la reina Maria, "demanava perdó […] pel pecat del qual era acusada, i informava a sa majestat sobre la veritat dels esdeveniments". Va parlar d'ella mateixa com "una esposa que estima el seu marit". El 14 de novembre del 1553, Jane i Guilford van ser jutjats a Guildhall, juntament amb l'arquebisbe de Canterbury, Thomas Cranmer, i els germans de Guilford, Ambrose i Henry. Van ser declarats responsables d'alta traïció després de declarar-se culpables. Guilford va ser declarat culpable de conspirar per deposar la reina Maria, per enviar tropes al duc de Northumberland i per proclamar i retre homenatge a Jane com a reina.
Al desembre se li va permetre a Jane passejar lliurement pel Jardí de la Reina. Lord Robert Dudley i Lord Guilford es van haver de acontentar amb prendre l'aire a través dels conductes del campanar. Jane i Guilford possiblement es podien veure de tant en tant. Al llibre d'oracions de Jane, Guilford va escriure un missatge pel seu sogreː
"El seu estimat i obedient fill desitja a sa gràcia una llarga vida en aquest món amb tanta alegria i comoditat com alguna vegada vaig desitjar per mi, i en el món per venir l'alegria eterna. El seu humil fill que va cap a la mort, G. Dudley".

## Execució

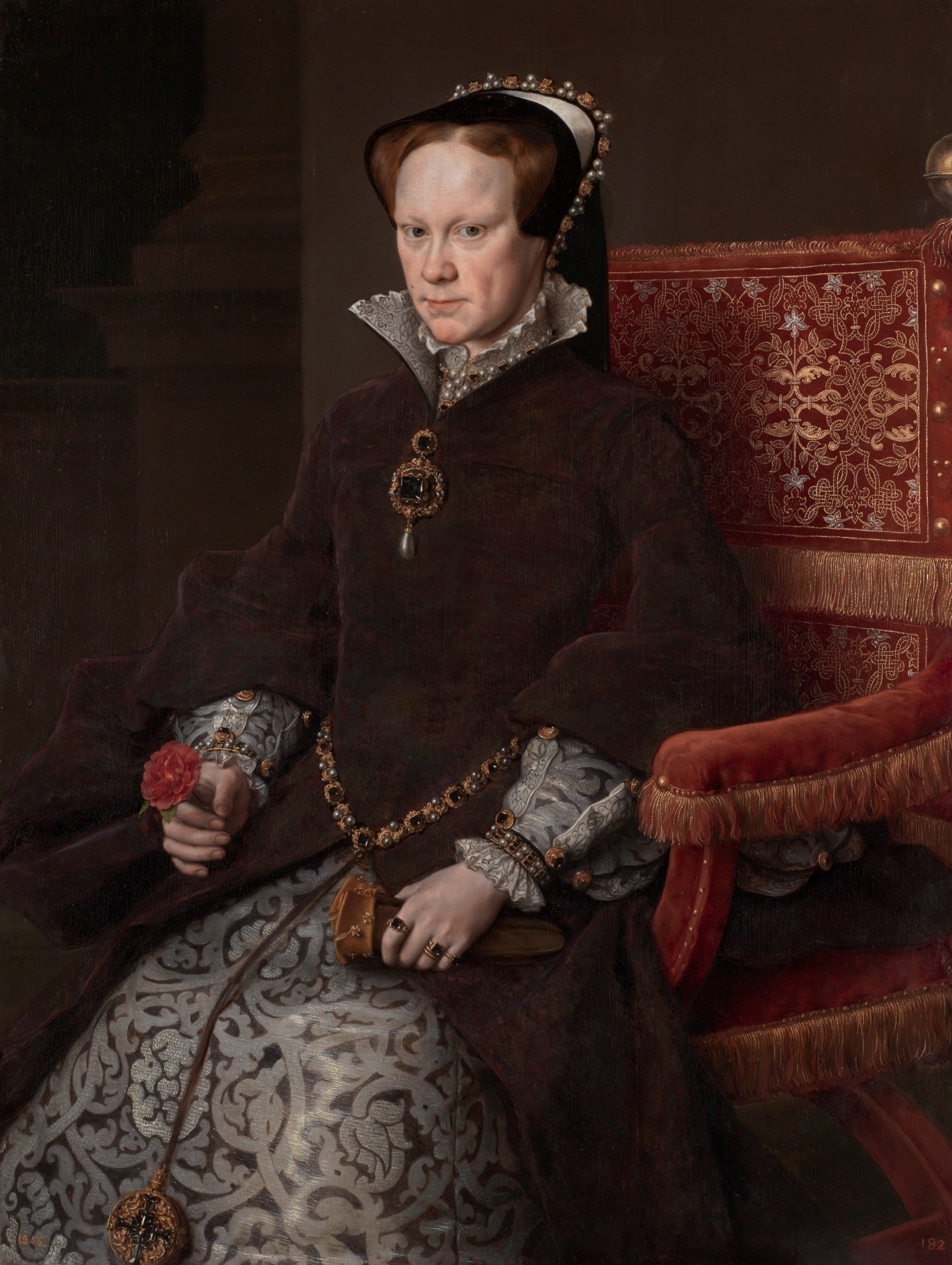
Maria I d'Anglaterra en una pintura d'Anthonis Mor

Els plans de la reina Maria per contraure matrimoni amb Felip II d'Espanya es van enfrontar a una gran oposició, no només entre la població, sinó també entre els membres del parlament i els consellers privats. La revolta de Thomas Wyatt a principis del 1554, en la que va participar el duc de Suffolk, va ser el resultat d'aquest disgust generalitzat. No era la intenció dels conspiradors reinstal·lar novament en el tron a Jane Grey. No obstant això, en el moment més àlgid de la crisi militar suscitada al voltant del 7 de febrer, el govern va decidir executar a Jane i al seu marit, possiblement per pànic. També es va convertir en l'oportunitat d'eliminar possibles fonts d'inspiració per futurs disturbis i recordatoris desagradables del passat. A Maria li molestava haver de deixar morir a la seva cosina; però Simon Renard, l'ambaixador imperial, i els membres del Consell Privat -els mateixos que havien planejat posar a Jane al tron- es van imposar per sobre d'ella. El bisbe Gardiner no va perdre l'oportunitat de pressionar per portar a terme l'execució de la jove parella durant un discurs a la cort. Poc després, Renard va tenir la seguretat que "Jane de Suffolk i el seu marit perdrien el cap".
El dia abans de l'execució, Guilford va demanar una última entrevista amb la seva esposa, Jane va rebutjar la petició perquè pensava que "només […] augmentaria la seva misèria i dolor, els quals era millor deixar enrere […] ben aviat es reunirien en un altre lloc i viurien units per vincles indissolubles". Al voltant de les deu de matí del 12 de febrer, Guilford va ser portat cap a Tower Hill, on "molts […] cavallers" l'esperaven per donar-li la mà. Com era costum, Guilford va pronunciar un breu discurs davant de la multitud allà reunida. "Com que no tenia un pare espiritual amb ell", es va agenollar, va resar i va demanar a la gent que resés per ell "elevant els ulls i les mans cap a Déu moltes vegades". Va ser assassinat amb un cop de destral, després el seu cos va ser traslladat en un carro fins a la Capella Reial de Sant Pere ad Vincula, a la Torre de Londres. Jane, qui observava l'escena des de la seva finestra, va exclamar "Oh, Guilford, Guilfordǃ". Va ser enterrat a la capella amb Jane, qui va morir una hora més tard.
Les execucions no van contribuir a millorar la popularitat de la reina i del govern. Cinc mesos després, John Knox, el futur reformador escocès, va escriure sobre ells "innocents […] per mitjà de lleis justes i fidels testimonis es va poder demostrar que haguessin comès una ofensa per ells mateixos". Sobre Guilford, Grafton el cronista va escriure deu anys després "Fins i tot aquells que no l'havien vist mai abans de l'hora de la seva execució, van lamentar amb llàgrimes la seva mort".